# Araku Valley
Araku Valley là một mandal thuộc huyện Visakhapatnam, bang Andhra Pradesh, nằm cách 111 km thành phố Visakhapatnam về phía Tây.